# Oper Nizza

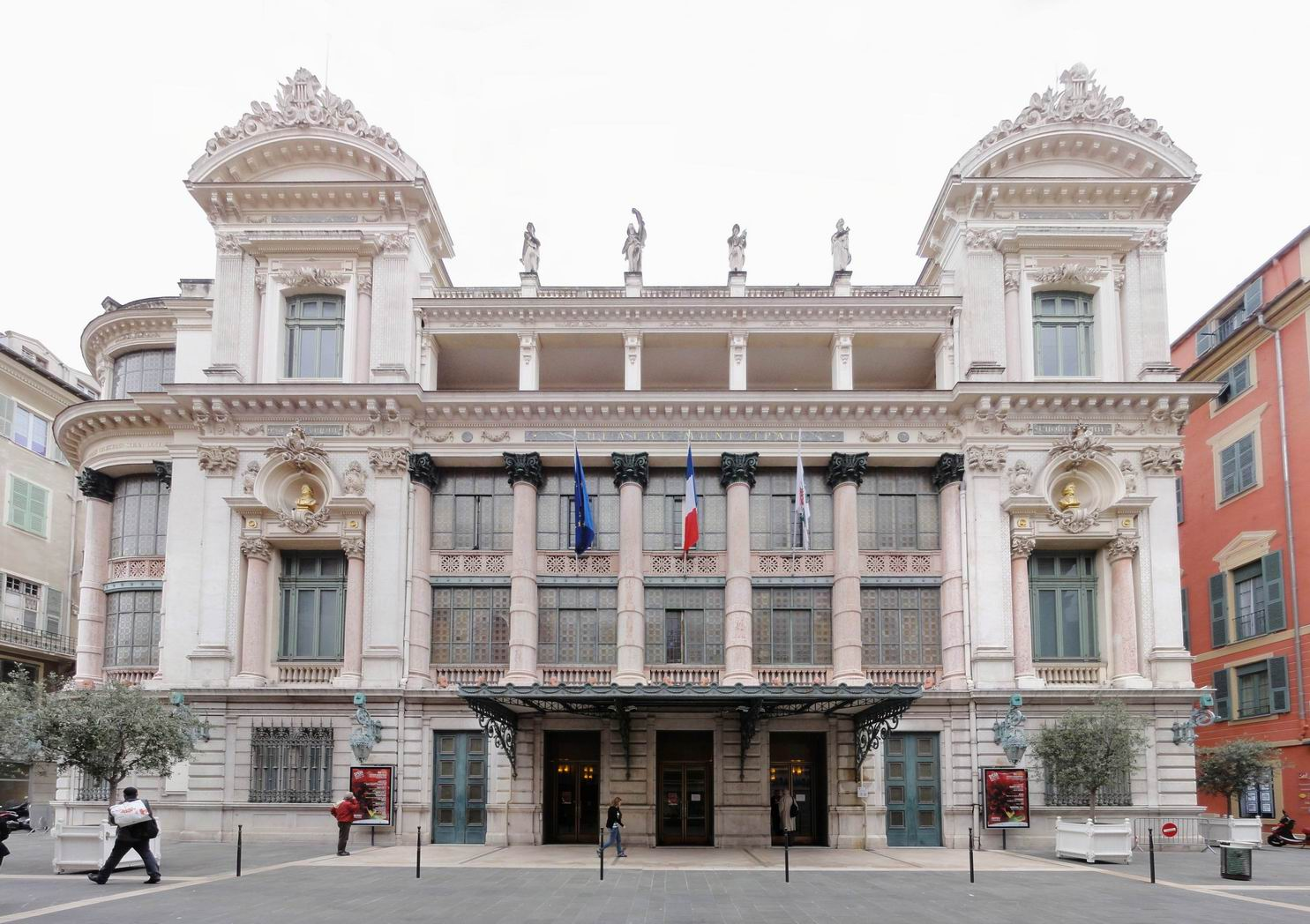
Nordfassade in der Rue Saint-François-de-Paule

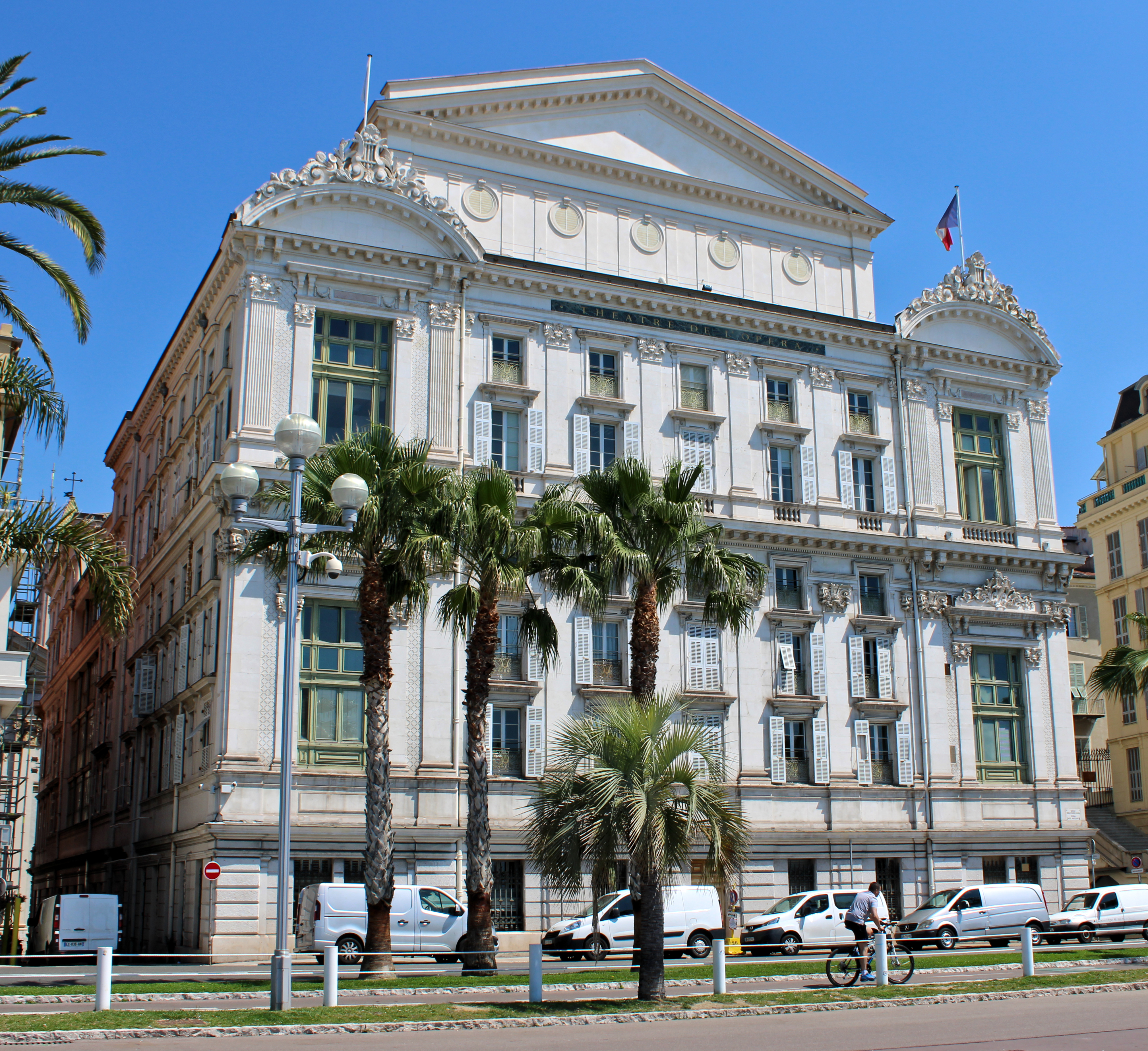
Südfassade an der Promenade des Anglais

Die Oper Nizza (Opéra de Nice) ist ein Opernhaus im Herzen der Altstadt von Nizza. Außer Oper werden dort die Sparten Ballett und Konzert bedient.

## Geschichte

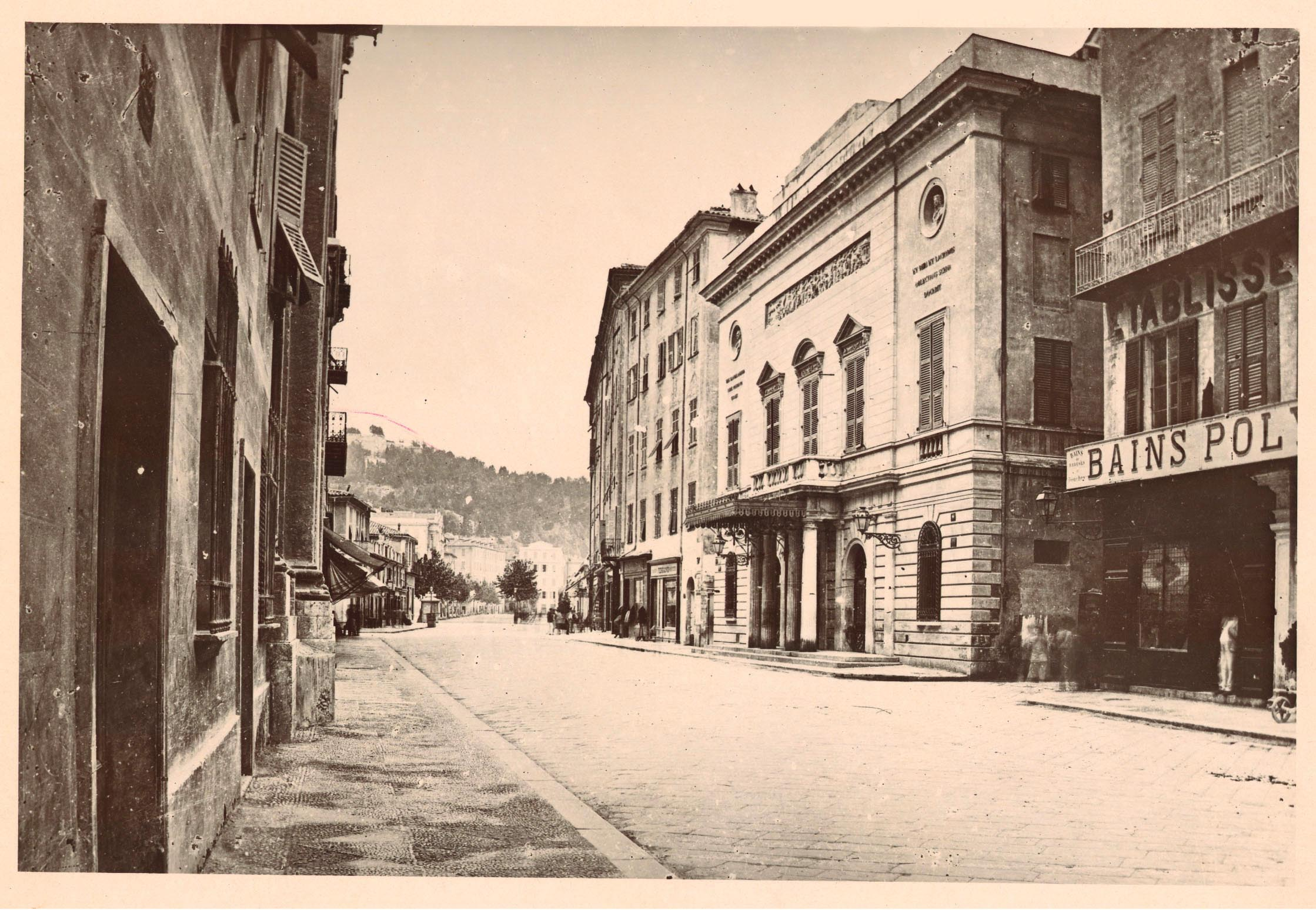
„Théâtre municipal“ 1876

Die Marquise Alli-Maccarani richtete 1776 in ihrem ehemaligen Wohnhaus ein Theater mit dem Namen „le petit Théâtre Maccarani“ (das kleine Theater Maccarani) ein.
1826 wurde das alte Gebäude abgerissen, und die Stadt Nizza ließ an gleicher Stelle ein neues Theater im italienischen Stil erbauen, das schon ein Jahr später unter dem Namen „Théâtre Royal“ (Königliches Theater) eröffnet wurde.
1871 wurde das Theater aufgrund von politischen Umbrüchen in „Théâtre municipal“ (Städtisches Theater) umbenannt.
Am 23. März 1881 entstand ein verheerender Brand durch eine Gasexplosion an der Bühnenrampe und zerstörte das Theater vollständig. Um die 200 Menschen wurden Opfer der Katastrophe. Nach vierjähriger Bauzeit fand die Neueröffnung statt, und 1902 erhielt das Haus seinen jetzigen Namen „Opéra de Nice“.

## Leitung
Von 2001 bis 2009 war der belgische Regisseur Paul-Émile Fourny (* 1961) Leiter des Hauses. Sein Nachfolger war Jacques Hédouin, der eine enge Zusammenarbeit mit der Opéra de Monte-Carlo in die Wege leitete. Seit 2012 ist der französische Opernregisseur Marc Adam (* 1955) künstlerischer Leiter des Hauses. 

## Eckdaten

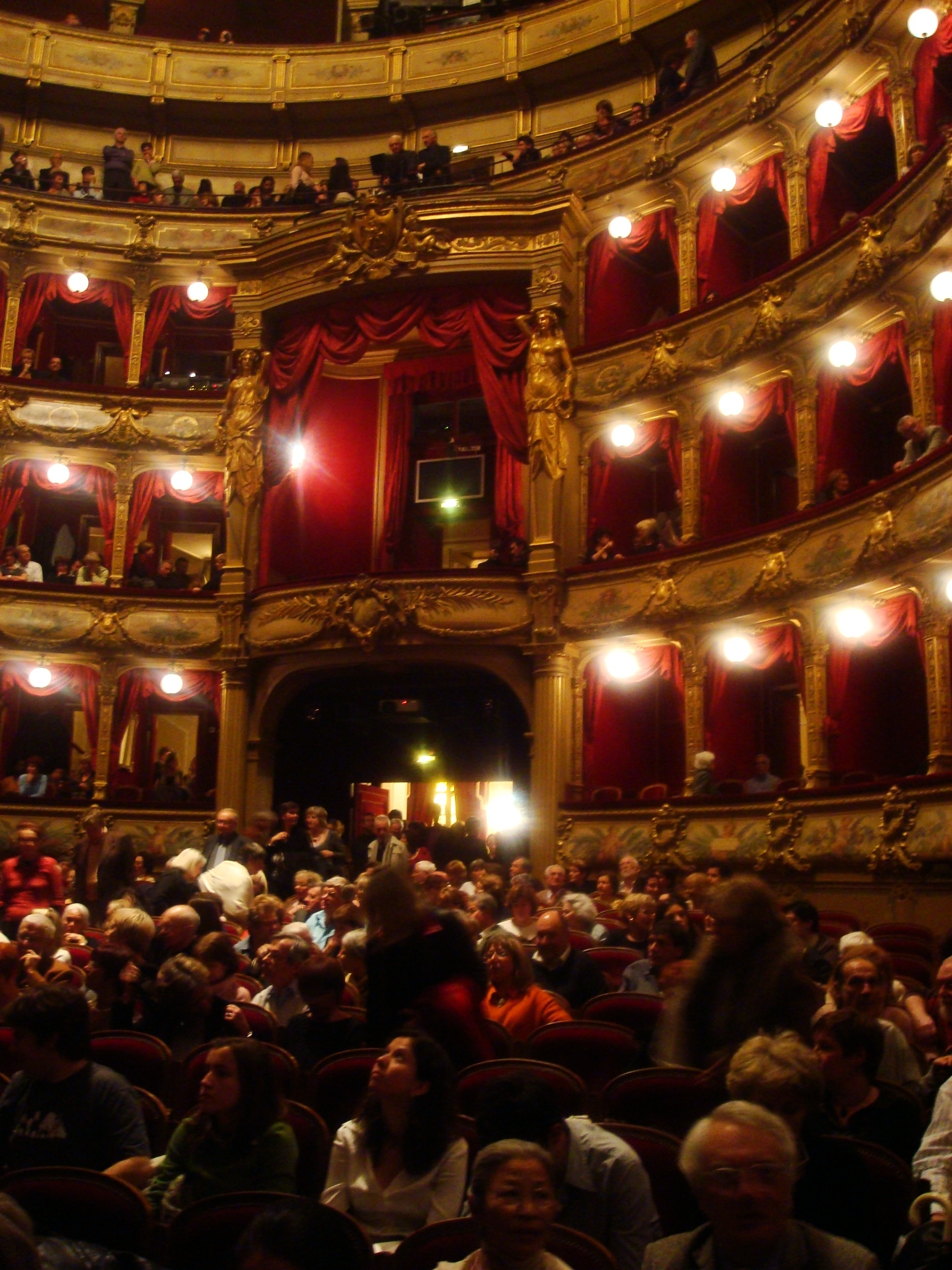
Zuschauerraum der Oper

Das Haus ist Sitz des Orchestre Philharmonique de Nice und verfügt über einen Chor und ein Ballett.  
Die Opéra de Nice hat Platz für 352 Zuschauer im Parkett, 114 in den unteren Logen, 12 in der großen Loge, 102 im ersten Rang, 100 im zweiten Rang und nochmal 515 Plätze in den obersten Rängen, ergibt zusammen 1195 Plätze.